# Allophyes protai
Allophyes protai är en fjärilsart som beskrevs av Charles Boursin 1967. Allophyes protai ingår i släktet Allophyes och familjen nattflyn. Inga underarter finns listade i Catalogue of Life.